# きみと生きたい
「きみと生きたい」（きみといきたい）は、大江千里の楽曲である。1986年10月22日に10作目のシングルとしてEPIC/SONY RECORDSから発売された。

## 概要
1986年11月6日に発売されたアルバム『AVEC』からの先行シングル。
1989年10月21日に8cmシングルCDで再発売された。規格品番はESDB-3026。

## 収録曲
全作詞・作曲: 大江千里、全編曲: 大村雅朗
1. きみと生きたい (4:23)
2. AVEC (4:28)

## 収録アルバム
きみと生きたい
- AVEC
- Sloppy Joe
- THE LEGEND
- GOLDEN☆BEST 大江千里
- Senri Oe Singles

AVEC
- AVEC